# 케이드

케이드 (또는 에리다누스자리 40(바이어 명명법에 의해 읽을 경우 에리다누스자리 오미크론2))는 에리다누스자리에 있는 항성으로 지구에서 16.5광년 떨어져 있다. 케이드는 아랍어로 계란 껍데기라는 의미이다. 케이드는 삼중성계로, 오렌지색 왜성 케이드 A와 백색 왜성 B, 그리고 적색 왜성 C로 이루어져 있다.
주성인 오렌지색 왜성 에리다누스자리 케이드 A는 맨눈으로 쉽게 관찰할 수 있다. 케이드 B와 C는 1783년 윌리엄 허셜이 발견했으며, 1825년 프리드리히 게오르그 빌헬름 스트루베와 1851년 오토 빌헬름 폰 스트루베에 의해 다시 관측되었다. 1910년 반성 B가 백색 왜성임을 알아냈으며, 이는 백색 왜성을 광학 장비로 관측한 첫 번째 사례가 되었다.

## 기본 정보
케이드 A는 분광형 K1의 오렌지색 왜성이다. 반성 케이드 B와 C는 각각 분광형 DA4의 백색 왜성과 M4.5e의 적색 왜성이다. C는 변광 형태상 에리다누스자리 DY 변광성으로 분류할 수 있다. B가 주계열성이었을 때는 셋 중에서 가장 뜨겁고 밝았으나, 적색 거성 단계에서 질량의 대부분을 날려 보낸 뒤 백색 왜성으로 진화한 것으로 보인다. B와 C는 약 35천문단위 떨어져서 서로를 돌면서 A에서는 약 400천문단위 떨어져서 공전한다. B와 C는 0.410의 이심률을 보이는 공전 궤도를 돈다.

## 생명체의 존재 가능성
케이드 A의 생물권은 주성에서 약 0.61천문단위 안팎 범위이다. 여기에 있는 행성은 주성을 203일 주기로 공전하며, 이 행성에서 바라보는 케이드 A는 우리 태양의 시지름보다 30퍼센트 더 크게 보일 것이다. 또한 이 행성에 인류가 서 있다고 가정하면, 케이드 B와 C는 각각 -8, -6등급으로 보일 것이며 낮에도 관측할 수 있을 것이다.(참고로 보름달의 밝기는 -12.6이며 금성은 -4.7이다) 그러나 케이드 B 주변에 생명체가 살 수 있는 행성이 존재할 가능성은 낮을 것으로 보인다. 그 이유는 B가 진화하는 과정에서 주변에 있던 행성들을 파괴했을 가능성이 크기 때문이다. C는 플레어 별의 특성을 보여주며 엑스선 등의 짧은 파장의 빛이 몇 배 강하게 발산된다. 이러한 플레어 활동은 가상 행성의 생명체에게 치명적이다.

## 스타트렉에서 나오는 케이드
케이드는 스타트렉의 벌컨 종족의 어머니 항성으로 등장한다. 케이드 항성계는 네 번째 시즌(2004년 ~ 2005년) 스타트렉:엔터프라이즈를 제외하고 나머지 작품에서 등장한다.

## 참고 문헌
1. 1 2 3 4 5  히파르코스 성표; CDS ID I/239.  Astrometric data updated from J1991.25 to J2000.0.
2. 1 2  Second U.S. Naval Observatory CCD Astrograph Catalog (UCAC2); CDS ID I/289.
3. 1 2  Improved Astrometry and Photometry for the Luyten Catalog. II. Faint Stars and the Revised Catalog, Samir Salim and Andrew Gould, Astrophysical Journal 582, #2 (2003-01), pp. 1011–1031; CDS ID J/ApJ/582/1011.
4. 1 2 3  Gliese Catalogue of Nearby Stars, preliminary 3rd ed., 1991. CDS ID V/70A.
5. 1 2  Keid 보관됨 2007-05-14 - 웨이백 머신, Jim Kaler, STARS web page
6. ↑  L=4πR2σTeff4로 도출한 값임.
7. ↑  General Catalogue of Trigonometric Parallaxes, 4th ed., 1995. CDS ID I/238A.
8. ↑  HD 26965, database entry, Geneva-Copenhagen Survey of Solar neighbourhood, J. Holmberg et al., 2007, CDS ID V/117A, The Geneva-Copenhagen survey of the Solar neighbourhood. Ages, metallicities, and kinematic properties of ~14 000 F and G dwarfs, B. Nordström, M. Mayor, J. Andersen, J. Holmberg, F. Pont, B. R. Jørgensen, E. H. Olsen, S. Udry, and N. Mowlavi, Astronomy and Astrophysics 418 (May 2004), pp. 989–1019.
9. ↑  The Temperature Scale and Mass Distribution of Hot DA White Dwarfs, David S. Finley, Detlev Koester, and Gibor Basri, Astrophysical Journal 488 (1997-10-10), pp. 375–396.
10. ↑  Testing the White Dwarf Mass-Radius Relation with HIPPARCOS, J. L. Provencal, H. L. Shipman, Erik Hog, and P. Thejll, Astrophysical Journal 494 (1998-02-20), pp. 759–767.
11. ↑  Catalogue of nearest stars until 10pc, V. A. Zakhozhaj. 1996. CDS ID V/101.